# Ermita del Cristo del Humilladero (Cáceres)
La ermita del Cristo del Humilladero o simplemente ermita del Humilladero fue una ermita de dicha categoría ubicada en la ciudad española de Cáceres. Era una de las ermitas de la parroquia de San Mateo y estaba gestionada por la cofradía de la Vera Cruz, que la usaba para la "Procesión de Sangre" del Jueves Santo. Se ubicaba a medio camino entre el monasterio de San Francisco el Real y el puente de San Francisco, unos metros al sur de los actuales museos Pedrilla y Guayasamín, donde actualmente se hallan los bloques de pisos del residencial San Francisco.
Se conoce la existencia del templo desde el siglo XVI, cuando fue notablemente reformada. Según Publio Hurtado, el edificio se remontaba al siglo XIV, si bien no hay pruebas claras de esto último. Cayó en desuso a lo largo del siglo XIX, ya que la cofradía no podía mantenerla por los daños económicos que le había provocado la desamortización. Debido a ello, en 1900 fue vendida por el párroco de San Mateo a un vecino de la ciudad, que en el verano de 1903 la derribó para construir aquí una fábrica de harina. En 1986 se derribó la fábrica de harinas para construir el actual bloque de viviendas que ocupa el solar histórico de la ermita.

## Descripción
Se sabe muy poco sobre el edificio, ya que solamente se conocen dos fotografías anteriores a la fábrica de harinas: una de la propia ermita tomada en 1900 por Gabriel Llabrés y otra del casco antiguo con la ermita en primer plano tomada en 1901. Según esas imágenes, era un pequeño edificio de planta rectangular, más alto que ancho, con tejado a cuatro aguas, al que se accedía por una pequeña puerta adintelada ubicada en el imafronte, formado por un gran arco de medio punto que a su vez englobaba un segundo arco similar; ambos arcos eran cegados o meramente ornamentales, ya que solamente se entraba por el hueco adintelado.
Su peculiar forma, diferente a la habitual en una ermita, fue comparada en su época con la de un tipo de templo romano llamado sacelio. Se ubica junto al posible trazado romano de la Vía de la Plata, según las investigaciones de Vicente Paredes, por lo que se ha planteado la hipótesis de que era un sacelio reconstruido, algo que ya no se puede comprobar arqueológicamente por la destrucción del edificio.
Por la documentación se sabe que tenía dos altares, siendo el principal el del Cristo del Humilladero, cuyas misas en determinados días concedían mil quinientas indulgencias a quien asistiera a ellas; actualmente el altar preside la iglesia del Espíritu Santo. El otro altar correspondía a la Virgen del Mayor Dolor, talla de escuela castellana de los siglos XV-XVI que acabó fuera de Cáceres.